# Lanfranco Serrini
Lanfranco Serrini (ur. 4 kwietnia 1924 w Osimo, zm. 11 marca 2015 tamże) – włoski duchowny katolicki, franciszkanin, 116. po św. Franciszku z Asyżu generał tego zakonu.
Był doktorem teologii i magistrem filologii. Profesję zakonną złożył 4 września 1945, profesję wieczystą (solemnę) 4 października 1948, a święcenia kapłańskie przyjął 8 lipca 1950. 5 lipca 1983 został wybrany na generała zakonu franciszkanów na kapitule generalnej w Asyżu. Funkcję tę pełnił do 3 czerwca 1995. Pochowano go 13 marca 2015 w sanktuarium w Osimo.
Był osobą zasłużoną dla odrodzenia się prowincji franciszkańskich Centralnej i Wschodniej Europy po obaleniu reżimu komunistycznego. Był animatorem zakonu franciszkańskiego i promotorem misji franciszkańskich. Nadał w głównej mierze polskim prowincjom franciszkańskim znaczny rozmach misyjny.